# هیروشی آمانو
هیروشی آمانو (انگلیسی: Hiroshi Amano؛ زادهٔ ۱۱ سپتامبر ۱۹۶۰) یک مخترع و فیزیک‌دان اهل ژاپن است.
به همراه شوجی ناکامورا و ایسامو آکاساکی برای ابداع دیودهای کارآمد منتشرکننده نور آبی (ال‌ای‌دی) که امکان منابع نور سفید بصرفه را فراهم کردند به‌طور مشترک برنده جایزه نوبل فیزیک (۲۰۱۴) شده‌است.